# Sachatamia
Sachatamia es un género de anfibios anuros de la familia de las ranas de cristal (Centrolenidae). El género habita en bosques tropicales húmedos por debajo de los 1500 m en América Central, Colombia y Ecuador.

## Especies
Se reconocen las cinco especies siguientes:
- Sachatamia albomaculata (Taylor, 1949)
- Sachatamia electrops  Rada, Jeckel, Caorsi, Barrientos, Rivera-Correa & Grant, 2017
- Sachatamia ilex (Savage, 1967)
- Sachatamia orejuela (Duellman & Burrowes, 1989)
- Sachatamia punctulata (Ruiz-Carranza & Lynch, 1995)